# Ufych
Ufych, anciennement Ufych Sormeer, est un groupe de metal avant-gardiste français, originaire de Douai, dans le Nord. Il joue un metal difficilement classable qui mêle à une base heavy metal des influences rock et folk ainsi que des touches cyber, western et cartoonesques. Certains critiques, par exemple, catégorise leur style musical sous l'appellation « space western metal'n'roll barré ».

## Biographie
Ufych Sormeer est formé en 1997, à Douai, dans le Nord de la France. Oliver Bourez (alias Bzour), fondateur du groupe, occupe alors le poste de guitariste chanteur et s'accompagne à la basse de Nicolas Sanson. Le groupe sort un premier concept album en 2001, Anthem to the Glory of the Great Octogon, qui relève à cette époque du metal extrême. Cependant, l'orientation musicale évolue rapidement vers le metal progressif. Ufych Sormeer s'inspire d'autres groupes tels que Metallica et Slayer.
Un EP quatre titres, The Whimsical Have a Dream, enregistré en 2004, leur permet de décrocher une signature chez Holy Records l'année suivante. Afin de se préparer davantage à la scène, les  guitaristes du groupe Dead Season (Guillaume Singer et Guy Noel Hoareau) intègrent la formation, suivi de prés par Gregoire Galichet, batteur de Hectic Patterns.
L'évolution du style musical du dernier EP conduit à la sortie de l'album Crazy Mac,. Plus progressives mais aussi teintées rock/heavy, les compositions deviennent plus accrocheuses. Cet album permet à Ufych Sormeer de se produire sur les scènes du Hellfest, de la Locomotive, du Raismes Fest et de bien d'autres salles françaises.
L'évolution musicale ne s'en tient pas là. Jusqu'à cette époque, les arrangements de clavier étaient samplés, obligeant le groupe à suivre un séquenceur pendant les shows. Lassé par la rigidité de la machine, le groupe fait appel à Simon Fache. Musicien et arrangeur, il évolue dans de nombreux projets funk, rock et jazz. Le groupe, séduit par les sonorités vintage de ces claviers années 1970 et 1980 l'intègre aussitôt. Grégory Degrave, alors batteur de Century Scream et ancien compagnon de route de Guillaume Singer, remplace Grégoire Galichet à la batterie. Tous les musiciens participent dès lors à la composition du nouvel album.
C'est ainsi que All Stars voit le jour en 2010. L'album voit le groupe aller encore plus loin dans les expérimentations et l'intégration d'influences diverses,. Il se caractérise par des beats électroniques, des compositions acoustiques, des guitares de plus en plus rock, le tout s'inscrivant dans un univers déjanté, western et futuriste. Toujours en 2010, Ufych Sormeer se rebaptise simplement Ufych.

## Membres

### Membres actuels
- Olivier Bourez - guitare, chant
- Nicolas Sanson - basse
- Guillaume Singer - guitare
- Guy Noël Hoareau - guitare
- Grégory Degrave - batterie
- Simon Fache - clavier

### Anciens membres
- Fabien Waquet - guitare
- Jérôme Pawlowski - claviers, batterie
- Julien Garniaux - batterie
- Grégoire Galichet - batterie

## Discographie
- 2001 : Anthem to the Glory of the Great Octagon (album)
- 2004 : The Whimsical Have a Dream (mini-album)
- 2006 : Crazy MAC  (album)
- 2010 : All Stars  (album)